# We’ve Got a Fuzzbox and We’re Gonna Use It
We’ve Got a Fuzzbox and We’re Gonna Use It (zu Fuzzbox verkürzt für die Veröffentlichung ihres ersten Albums in den USA) war ein britisches Pop-Punk-Quartett aus Birmingham, das komplett aus Frauen bestand.

## Geschichte
Aus Moseley, Sheldon und Acocks Green in Birmingham, Großbritannien stammend kam Fuzzbox 1985 zusammen. Der Name der Band entstand, nachdem deren Mitglieder ein Effektgerät für ihre Gitarren (Fuzzbox) gekauft hatten und Maggie Dunne ausrief "We've Got a Fuzzbox and We're Gonna Use It". (Deutsch: Wir haben eine Fuzzbox und wir werden sie benutzen.)
Ihre erste Veröffentlichung im März 1986 war eine Single mit den Titeln XX Sex und Rules and Regulations, bei denen die Fuzzbox ausgiebig eingesetzt wurde. Sie erreichte Platz 41 in den britischen Singlecharts. Dies bedeutete einen großen Erfolg für die Gruppe; obwohl sie nicht die Top 40 erreicht hatten, blieb der Song 25 Wochen in den britischen Indiecharts. Dies führte zu Touren in Großbritannien und Europa und im Dezember desselben Jahres wurde ihr Debütalbum Bostin' Steve Austin veröffentlicht. Geffen benannte das Album für die US-Ausgabe in We've Got a Fuzzbox and We're Gonna Use It um. Das Album beinhaltete ihren ersten Top 40 Hit Love is the Slug und den kleineren Hit What's the Point.
Im Sommer 1986 setzte sich die Band mit ihren Kollegen von Vindaloo Records The Nightingales und Ted Chippington zusammen, um die Single Rocking with Rita (Head to Toe) aufzunehmen. Die Single, die für das Vindaloo Summer Special gedacht war, besaß als B-Seite solche Klassiker wie Itsy Bitsy Teenie Weenie Yellow Polka Dot Bikini in der Version von Fuzzbox. Weitere Diskussionen führten zu ihrem Cover von Norman Greenbaums Hit Spirit in the Sky, gesungen von Magz (Maggie Dunne), als nächster Single.
Die Band unterschrieb bei WEA Records und für ihr nächstes Album Big Bang! änderten sie ihre Erscheinung vollkommen und erfanden sich selbst als glatte Dance-Pop-Gruppe, wobei Vickie Perks der Mittelpunkt als Sexsymbol war. Das Album hatte kein musikalisches Ansehen, aber offenbar spielten die Mitglieder wenig oder gar nicht selbst, was wie eine Abkehr von ihrem ursprünglichen DIY-Ethos schien. An den Songs Pink Sunshine, Fast Forward Futurama und International Rescue war Liam Sternberg als Schreiber beteiligt. Die ersten drei Auskopplungen des Albums, International Rescue (UK #11), Pink Sunshine (UK #14) und Self! (UK #24) erreichten alle die Top 30 in Großbritannien, eine vierte Single namens Walking on Thin Ice kam bis auf #76.
1990 begannen sie, an einem neuen Album namens Out of this world zu arbeiten, aber das Projekt wurde nach der Veröffentlichung der erste Single Your Loss, My Gain wegen musikalischer Differenzen gestoppt. Perks entschied, eine Solokarriere unter dem Namen Vix zu starten, während die anderen drei Mitglieder ihre musikalische Laufbahn vorerst ruhen ließen. Eine Wiedervereinigung fand 2008 statt und ein Auftritt auf dem UK's Birmingham's Gay Pride Festival. Veröffentlichungen von bis dahin unveröffentlichtem Material tauchten unter den Namen Fuzz and Nonsence und From Rules and Regulations to Pink Sunshine auf inklusive zweier Tracks, die für Out of This World gedacht waren. Ein Album namens Love is a Slug: Complete BBC Sessions von Radioauftritten bei John Peel und Janice Long wurde später auf den Markt gebracht. Die Hörer der Peel-Show wählten Rules and Regulations 1986 auf Platz 31 der Festive Fifty.
Im Oktober 2004 wurde eine Kompilation von Fuzzbox-Singles und alternativen Mixes mit dem Namen Look at the Hits on That veröffentlicht.
Die Band kam 2010 erneut zusammen, nachdem Vickie Perks in der BBC Two Fernsehsendung Nevermind the Buzzcocks aufgetreten war und dort von einem Musikagenten gesehen worden war, der sie dahingehend ansprach. Im Oktober 2012 starb die Gitarristin der Band Jo Dunne an Krebs.

## Soloarbeit
Die frühere Sängerin ViX schloss sich mit Ginger von den Wildhearts zur Supergruppe "Ginger and the Sonic Circus" gemeinsam mit Gitarrist und Produzent Jason Edwards (Wolfsbane) und Jon Poole (The Wildhearts, Cardiacs) sowie Conny Bloom (Hanoi Rocks) zusammen. Sie traten als Headliner auf der Gibson/MyStage-Bühne beim Download-Festival 2006 auf und hatten mehrere Konzerte in den USA und Japan sowie diverse Touren in Großbritannien, bevor The Wildhearts sich schließlich wieder vereinigten.
ViX brachte 2008 ein Album mit elf Titeln namens LovePower and Peace bei Damage Control Music heraus. Das Album beinhaltet neun Originaltracks und zwei überarbeitete Fuzzbox Songs, Your Loss, My Gain und You, und ist von Robin George, der auch mitgeschrieben hat, produziert.

## ViX n The Kix
ViX n The Kix ist ein Projekt, das von Vickie Perks 2007 ins Leben gerufen wurde. Das Ruckus Magazin beschreibt die Musik als "Retro-Gebinde von glattem Fünfziger-Glamour und koketter Burleske... sie wechselt zwischen spassigen, punkinspirierten Wellen von gitarrengetriebenem Pop und üppigen, einfühlsamen Balladen – Einflüsse gibt es von überall, von No Doubt über Garbage bis hin zu Roxy Music und The Pretenders."

## Besetzung
- Vickie Perks (eigentlich Victoria Perks; * 9. Oktober, 1968 in Birmingham, England) – Gesang
- Maggie Dunne (* 5. Juni 1964 in Solihull, England) – Gesang, Percussion, Keyboard, Gitarre
- Jo Dunne (* 12. November 1968; † 27. Oktober 2012 in Birmingham, England) – Bass, Gitarre, Schlagzeug, Piano
- Tina O’Neill (* 20. Januar 1969 in Birmingham, England) – Schlagzeug, Percussion, Saxophon[1][2]

## Diskografie

### Alben
- 1986: Bostin’ Steve Austin (Vindaloo Records)
- 1987: We’ve Got a Fuzzbox and We're Gonna Use It (Geffen Records, Wiederveröffentlichung der ersten 12 Lieder auf Bostin’ Steve Austin)
- 1989: Big Bang (Warner Bros. Records)

### Kompilationen
- 2000: Fuzz and Nonsense (Cherry Red Records)
- 2001: Rules & Regulations To Pink Sunshine: Fuzzbox Story (Cherry Red Records)
- 2004: Look At The Hits On That (WSM)
- 2005: Love Is A Slug: Complete BBC Sessions (Cherry Red Records)

### Singles
1986
- XX Sex/Rules And Regulations (UK Indie Charts #1)[3]
- Rockin' With Rita (Head To Toe)
- Love Is The Slug

#### Als Fuzzbox
1987
- What's The Point beinhaltet ein Cover von Queens Bohemian Rhapsody

1989
- International Rescue
- Pink Sunshine
- Self!
- Walking On Thin Ice (ein Cover von Yoko Ono)

1990
- Your Loss My Gain (Limitierte Auflage)